# Mladen Stilinović
Mladen Stilinović (Beograd, 10. travnja 1947. – Pula, 18. srpnja 2016.), hrvatski konceptualni umjetnik. Živio je i radio u Zagrebu. 

## Stvaralaštvo

### Početci
Bio je član Grupe šestorice autora (zajedno s Vladom Martekom, Borisom Demurom, Željkom Jermanom, Svenom Stilinovićem i Fedorom Vučemilovićem), jedan je od najznačajnijih predstavnika tzv. nove umjetničke prakse 1970-ih. Grupa je djelovala od 1975. do 1981. u Zagrebu, a svoj rad je predstavljala na samo-organiziranim izložbama-akcijama u javnom prostoru, osmišljenim kao alterniva postojećem galerijsko-muzejskom sustavu. 
Nakon razlaza grupe, Stilinović dosljedno nastavlja graditi svoj umjetnički opus na kritičkom promišljanju umjetnosti i društva, kao i individualnih kategorija, poput boli i lijenosti, koje transponira u širi društveni kontekst. 
Uz spomenutu kritiku umjetničkog establishmenta, Stilinović također kritički, cinično, ironično, duhovito, bez klišea, često emocionalno, ponekad na granici apsurda, komentira društvenu zbilju fokusirajući se na “refleksiju politike, a ne na njezinu praksu“.

### Samostalan rad
Od 1969. do 1976.g. glavno područje zanimanja Stilinoviću je eksperimentalni film. Bio je i jedan od suosnivača Galerije Podrum koja djeluje između 1978. i 1980.), a od 1981. do 1991.g. vodi Galeriju Proširenih Medija.
Surađuje s grupom Irwin na projektu Retroavangarde 1994.g.
Umjetničko djelovanje Mladena Stilinovića obuhvaća kolaže, fotografije, knjige umjetnika, slike, instalacije, akcije, filmove i videoradove, pri čemu je konstanta njegovog umjetničkog izraza upotreba svakodnevnih, funkcionalnih, "siromašnih" materijala, jednostavna, ali promišljena realizacija, te proturječnost korištenih simbola. Stilinović se u početku bavio poezijom i eksperimentalnim filmom, a tema njegovih prvih slika i kolaža bio je odnos vizualnog znaka i riječi. Prve slike i kolaži sadržavale su riječi, a realizirao je i brojne "knjige kao djelo umjetnika" (artist book), poput Daj pogle 1 i Daj pogle 2 iz 1974. godine.
Nastavljajući tradiciju avangardne umjetnosti Stilinović se zauzima za društvenu dimenziju umjetnosti: propagira umjetnost kao društvenu kritiku, uz neprikriveni cinizam kao specifični oblik autodistance. Na početku svoga umjetničkog djelovanja ispisuje na kartonima "slike" riječi, pamflete i parole što simboliziraju "papirnatost", efemernost svih govora o uzvišenim ciljevima i sl., a kroz cijelu karijeru stvara “siromašnu“ umjetnost, koja se temelji na papirićima, dosjetkama, igrama riječi, duhovitim citatima - iz jednostavnog razloga: “Nikada nisam imao atelje, a nisam ni slikar po profesiji nego sam autodidakt. Osim toga, konceptualna umjetnost je tijesno povezana s ovakvim pristupom, koji je meni blizak. Sviđa mi se ta mentalna situacija iz koje nastaje umjetnost na običnom listu papira formata A4. Osim papira, često upotrebljavam već potrošeni materijal domaće proizvodnje, karton, novine, tkanine i svakodnevne predmete. Zato ni o kome ne ovisim. Zazirem od monumentalne umjetnosti, osobito u skulpturi. Moji veći radovi nastaju gomilanjem manjih radova.”

#### Ciklus Eksploatacija mrtvih
Njegov (najpoznatiji) ciklus Eksploatacija mrtvih (1984. – 1990.) sastoji se od 400-tinjak radova uglavnom malog formata s citatima (kopijama ili interpretacijama) djela suprematizma, konstruktivizma i soc-realizma kao "iskorištavanje mrtvih slikarskih poetika, mrtvih znakova". Umjetnik manipulira crvenom bojom želeći desimbolizirati taj trademark socijalizma, osloboditi je od konotativnih značenja svođenjem crvene na fizičku supstancu, na pigment. Rad je izlagan na mnogim izložbama, između ostalih i na Documenti u Kasselu 2007.g. i u Istanbulu.

#### Novac je novac, umjetnost je umjetnost
"Novac je novac, umjetnost je umjetnost" - Stilinović piše u svom manifestu Pohvala lijenosti (1993.) kako "Umjetnici Zapada nisu lijeni i zato više nisu umjetnici, već proizvođači nečega... Potpuna zaokupljenost umjetnika Zapada nevažnim stvarima, kao što su proizvodnja, promocija, sistem galerija, sistem muzeja, sistem natjecaja (tko je prvi), zaigranost predmetima, sve to udaljilo ih je od lijenosti, od umjetnosti.

#### Umjetnik koji ne govori engleski nije umjetnik
"Umjetnik koji ne govori engleski nije umjetnik" (Mladen Stilinović, 1994./1995.). S Drugim svjetskim ratom i useljavanjem izbjeglica iz ratom poharane Europe, SAD je starom kontinentu "oteo" primat u umjetnosti. Glavna struja avangardne umjetnosti preselila se iz Pariza u New York, a engleski sociologija jezika proglašava univerzalnim jezikom suvremene umjetnosti. Oni koji ne govore jezikom zapadne umjetnosti i umjetničkog tržišta isključeni su iz njega – u prvi plan iskače ideološka dimenzija jezika: engleski kao jezik dominacije i moći. 
Na Venecijanskom bijenalu 2003. u kustoskoj koncepciji Igora Zabela izloženo je 523 stranica iz riječnika, na kojima Stilinović intervenira bijelom bojom definicije svih engleskih riječi u rječniku zamjenjujući jednom jedinom: "bol" (Rječnik - Bol, 2000. – 2003.).

#### Cinizam siromašnih
Na izložbi Cinizam siromašnih (MSU Zagreb, 2001./2002.) Stilinović izlaže fotografije anonimnih ljudi na sajmu rabljene robe, snimljenih s leđa, kako u rukama nose bijelu najlonsku vrećicu koja postaje vizualna parabola za siromaštvo (ciklus fotografija “Ljudi s vrećicama”). Porijeklo fascinacije sajmom rabljene robe Stilinović nalazi u urezanoj mu u pamćenje slici čovjeka koji je tamo stajao, ispred sebe na pod stavivši prazan novčanik koji je prodavao. Umjetnik je preuzeo sajmišni način izlaganja predmeta na podu, raspoređenih na raširenim listovima novina, nudeći svoje radove poput predmeta na prodaju, ili izlažući hranu (npr. kremšnite) koju dotiče, prlja i izmješta kao poticaj za raznovrsne doživljaje i emocionalnu percepciju u gledatelja. Mješavina dokumentarnosti i fikcije i inače je karakteristični Stilinovićev postupak.
Djela mu se nalaze u najuglednijim međunarodnim muzejima poput Museum of Modern Art u New Yorku, Musee National d'Art moderne (Centre Georges Pompidou) u Parizu, Victoria nad Albert Museum, Moderna Museet u Stockholmu, Moderna galerija u Ljubljani, i naravno, u MSU Zagreb.

## Vanjske poveznice
https://mladenstilinovic.com/
http://www.up-underground.com/brojevi/06/11/  Arhivirana inačica izvorne stranice od 9. ožujka 2016. (Wayback Machine)
http://www.nacional.hr/clanak/42845/mladen-stilinovic-europski-uspjeh-hrvatskog-umjetnika-anarhista Arhivirana+inačica+izvorne+stranice+od+27.+svibnja+2012.+(Wayback+Machine)